# NIAG

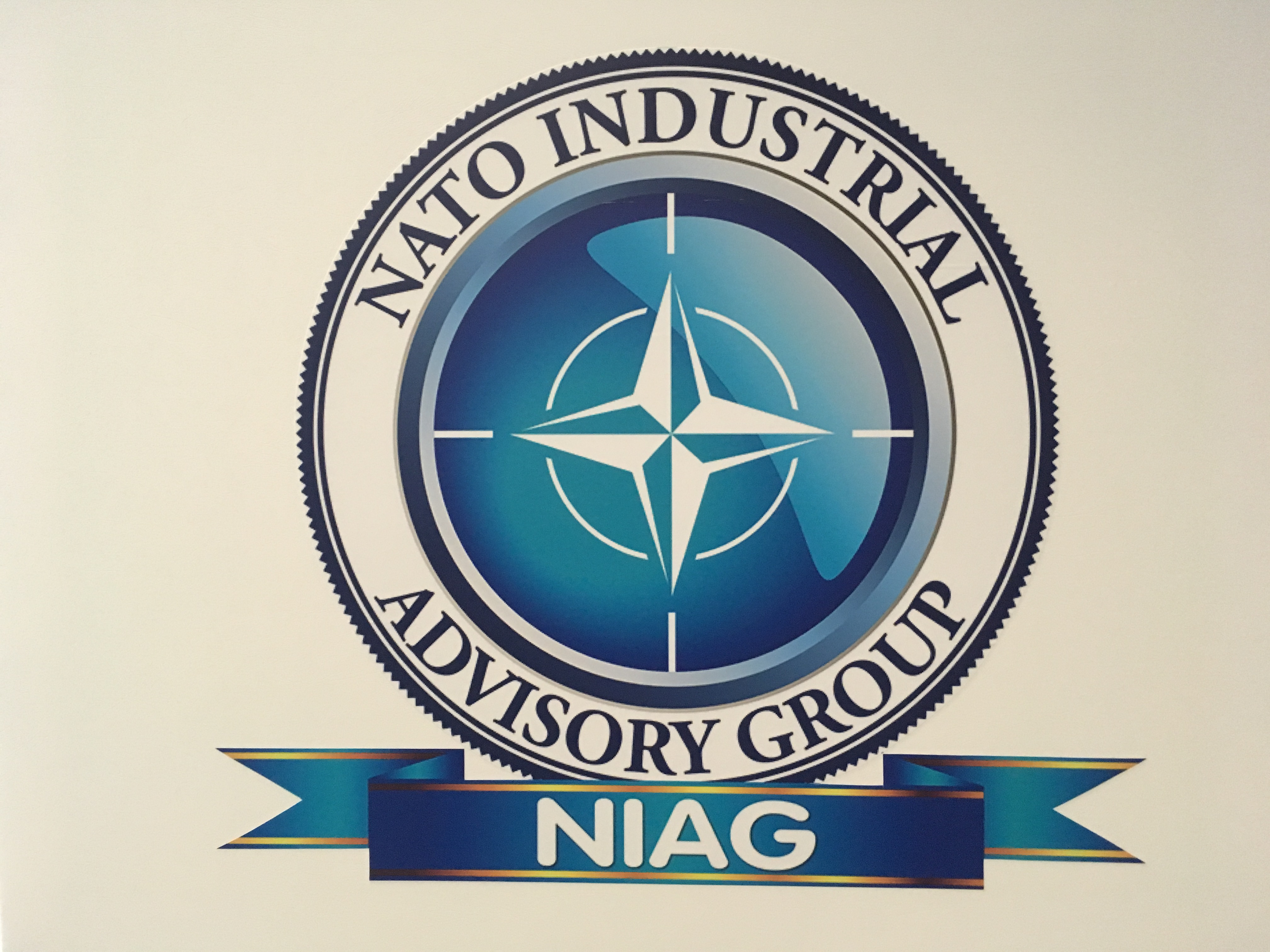
Логотип NIAG

NIAG (Промислово-дорадча група, англ. NATO Industrial Advisory Group) — одна з основних груп у складі CNAD (Конференція національних директорів озброєнь), була утворена у 1968 р.
Місією NIAG є сприяння багатонаціональному співробітництву промисловості держав-членів НАТО та країн-партнерів щодо забезпечення взаємосумісності озброєнь в інтересах підвищення ефективності сил НАТО у всьому спектрі поточних та майбутніх операцій Альянсу.

## Діяльність NIAG
Важливим видом діяльності NIAG є організація проведення тематичних досліджень (NIAG Study) за актуальними напрямами розвитку технологій, озброєння та військової техніки з метою вивчення спроможностей промисловості, виявлення прогалин, у тому числі в стандартизації , та визначення шляхів їх усунення.
Результати досліджень оформлюються у вигляді заключного звіту.
Перевагою досліджень NIAG є порівняно швидке отримання результатів, оскільки, дослідження NIAG тривають 1 — 2 роки. Разом з тим, за такий термін неможливо вирішити фундаментальні наукові проблеми, тому дослідження NIAG не можуть замінити зусиль
Організації НАТО з науки і технологій.
NIAG взаємодіє з іншими основними групами CNAD, бере участь у процесі оборонного планування НАТО (NDPP). При цьому основні групи CNAD та Командування ОЗС НАТО з питань трансформації (англ. Allied Command Transformation, ACT) виступають спонсорами досліджень NIAG.
Пленарні засідання NIAG проводяться тричі на рік. На фоні одної з пленарних сесій, раз у рік останнім часом організуються індустріальні форуми. У листопаді 2018 р. відбувся 6-й Індустріальний форум НАТО.